# Takuya Masuda
Takuya Masuda (増田 卓也 Masuda Takuya?), född 29 juni 1989 i Hiroshima prefektur, är en japansk fotbollsspelare.
Masuda började sin karriär 2012 i Sanfrecce Hiroshima. 2017–2018 blev han utlånad till V-Varen Nagasaki. 2019 blev han utlånad till FC Machida Zelvia. Han gick tillbaka till Sanfrecce Hiroshima 2020.